# McFarland (Kansas)
McFarland és una població dels Estats Units a l'estat de Kansas. Segons el cens del 2000 tenia 271 habitants.

## Demografia
Segons el cens del 2000, McFarland tenia 271 habitants, 105 habitatges, i 72 famílies. La densitat de població era de 581,3 habitants/km².
Dels 105 habitatges en un 35,2% hi vivien nens de menys de 18 anys, en un 54,3% hi vivien parelles casades, en un 7,6% dones solteres, i en un 30,5% no eren unitats familiars. En el 22,9% dels habitatges hi vivien persones soles el 6,7% de les quals corresponia a persones de 65 anys o més que vivien soles. El nombre mitjà de persones vivint en cada habitatge era de 2,58 i el nombre mitjà de persones que vivien en cada família era de 3,05.
Per edats la població es repartia de la següent manera: un 31% tenia menys de 18 anys, un 5,9% entre 18 i 24, un 30,3% entre 25 i 44, un 20,7% de 45 a 60 i un 12,2% 65 anys o més.
L'edat mediana era de 36 anys. Per cada 100 dones de 18 o més anys hi havia 98,9 homes.
La renda mediana per habitatge era de 32.250 $ i la renda mediana per família de 45.250 $. Els homes tenien una renda mediana de 31.250 $ mentre que les dones 23.173 $. La renda per capita de la població era de 15.419 $. Entorn del 7,1% de les famílies i l'11,1% de la població estaven per davall del llindar de pobresa.

## Poblacions més properes
El següent diagrama mostra les poblacions més properes.